# 829 Academia
829 Academia

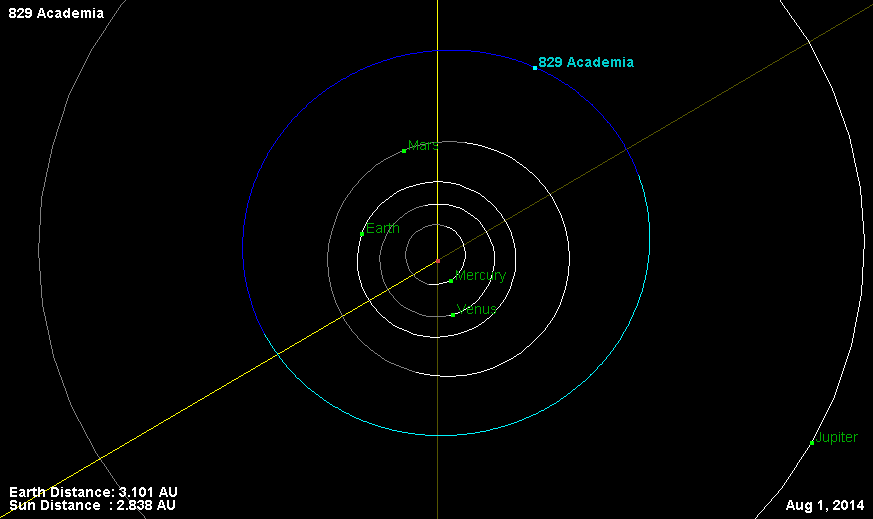
Quỹ đạo của 829 Academia và vị trí của 829 Academia vào ngày 1/8/2014

829 Academia là một tiểu hành tinh ở vành đai chính. Nó được G. N. Neujmin phát hiện ngày 25.8.1916 ở Simeiz (Krym, Ukraina), và được đặt theo tên Academia (Viện Hàn lâm), nhân dịp kỷ niệm 200 năm ngày thành lập Viện Hàn lâm Khoa học Nga ở Sankt-Peterburg.